# This Is My Now
„This Is My Now” este un cântec al interpretei americane Jordin Sparks. Acesta resprezintă discul single de debut la artistei, fiind lansat după câștigarea concursului American Idol. Piesa a fost compusă de Stephen Lipson și a fost inclusă pe primul material de studio al artistei, Jordin Sparks. „This Is My Now”, a debutat pe locul 15 în Billboard Hot 100 și a obținut locul 41 în Canada.

## Lista cântecelor
Descărcare digitală comercializată în S.U.A..
1. „This Is My Now” — 3:50

## Clasamente
| Clasament                    | Poziția maximă | Referință   |
| ---------------------------- | -------------- | ----------- |
| Canadian Hot 100             | 41             | [ 2 ]       |
| Canadian Hot Digital Singles | 22             | [ 3 ]       |
| U.S. Billboard Hot 100       | 15             | [ 2 ] [ 3 ] |
| U.S. Billboard Pop 100       | 16             | [ 3 ]       |
| U.S. Billboard Hot Songs     | 9              | [ 3 ]       |